# 馬里昂縣 (德克薩斯州)
馬里昂縣（英語：Marion County）是位於美國德克薩斯州東部的一個縣，東鄰路易斯安那州。面積1,089平方公里。根據美國2000年人口普查，共有人口10,941人。縣治傑弗遜（Jefferson）。
成立於1860年2月8日。縣名紀念美國獨立戰爭時期將領法蘭西斯·馬里昂（Francis Marion）。